# Синдром Снайдерса Блока-Кампо
Синдром Снайдерса Блока-Кампо (далі ССБК) є генетичним розладом, спричиненим мутаціями в гені CHD3. Найбільш характерними проявами синдрому є дитяча апраксія мовлення (часткова або повна нездатність до усного мовлення), порушення інтелектуального розвитку, макроцефалія, дизартрія, деякі характерні риси обличчя (дизморфії обличчя).
Головно ССБК спричинається мутаціями de novo, однак описані випадки й успадкування мутацій в гені CHD3 від батьків. Показано, що біалельний різновид мутацій CHD3 призводить до дуже серйозного порушення когнітивних здібностей. Важливо, що характерні фенотипові прояви ССБК можна спостерігати вже на стадії ембріонального розвитку, що дозволяє пренатальну діагностику синдрому.

## Ознаки і симптоми
ССБК найчастіше супроводжується як фізичними, так і інтелектуальними порушеннями. У 100% пацієнтів спостерігаються затримки інтелектуального розвитку, а також розлади мовлення (аж до повної нездатності говорити). Близько половини, як правило, мають певну форму макроцефалії, тоді як приблизно одна третина має ознаки аутизму або подібних  розладів . 
| Прояв                        | Відсоток окурентності | Прояв                                   | Відсоток окурентності |
| ---------------------------- | --------------------- | --------------------------------------- | --------------------- |
| Порушення розвитку           | 100%                  | Гнучкість зв'язок                       | 40%                   |
| Затримка або розлад мовлення | 100%                  | Розлади центральної нервової системи    | 39%                   |
| Інтелектуальна недостатність | 95%                   | Аномалії чоловічих статевих органів     | 35%                   |
| Низький м'язовий тонус       | 92%                   | Аутизм або розлади аутистичного спектру | 33%                   |
| Великий або виступаючий лоб  | 85%                   | Проблеми із годуванням новонароджених   | 31%                   |
| Широко розставлені очі       | 77%                   | Косоокість                              | 30%                   |
| Порушення зору               | 75%                   | Судоми                                  | 21%                   |
| Тонка верхня губа            | 74%                   | Вроджені вади серця                     | 21%                   |
| Широке перенісся             | 71%                   | Відсутні зуби                           | 16%                   |
| Макроцефалія                 | 58%                   | Втрата слуху                            | 13%                   |
| Глибоко посаджені очі        | 54%                   | Мікроцефалія                            | 5%                    |

## Причина
Ген CHD3 кодує хромодоменно-геліказний ДНК-зв'язувальний білок (chromodomain-helicase-DNA-binding protein 3), який належить до другої підродини CHD-родини АТФ-залежних комплексів ремоделювання хроматину, що є необхідними для точної регуляції експресії генів. Деталі того, чому дефіцит CHD3 призводить до ССБК залишаються недослідженими. Однак, порушення ремоделювання хроматину здатні змінити рівні експресії важливих генів. Цікаво, що CHD3, схоже, є одним із білків партнерів білка FOXP2.

## Історія вивчення
ССБК було виявлено лише в 2018 році клінічними генетиками Лотом Снайдерсом Блоком і Філіпом М. Кампо. На сьогодні, в науковій літературі задокументовано лише приблизно 60 випадків ССБК. Однак, невідомо, чи така мала кількість випадків є наслідком низької зустрічності синдрому, чи недоліком недостатнього діагностування. Повідомлень про випадки ССБК в Україні досі немає.

## Список літературних джерел
1. 1 2 3 4 5 6 7 8 9 10 11 12 13 14  Snijders Blok, Lot; Rousseau, Justine; Twist, Joanna; Ehresmann, Sophie; Takaku, Motoki; Venselaar, Hanka; Rodan, Lance H.; Nowak, Catherine B.; Douglas, Jessica (5 листопада 2018). CHD3 helicase domain mutations cause a neurodevelopmental syndrome with macrocephaly and impaired speech and language. Nature Communications (англ.). Т. 9, № 1. doi:10.1038/s41467-018-06014-6. ISSN 2041-1723. PMC 6218476. PMID 30397230. Процитовано 22 лютого 2024.{{cite news}}:  Обслуговування CS1: Сторінки з PMC з іншим форматом (посилання)
2. 1 2 3  Eising, Else; Carrion-Castillo, Amaia; Vino, Arianna; Strand, Edythe A.; Jakielski, Kathy J.; Scerri, Thomas S.; Hildebrand, Michael S.; Webster, Richard; Ma, Alan (2019-07). A set of regulatory genes co-expressed in embryonic human brain is implicated in disrupted speech development. Molecular Psychiatry (англ.). Т. 24, № 7. с. 1065—1078. doi:10.1038/s41380-018-0020-x. ISSN 1359-4184. PMC 6756287. PMID 29463886. Процитовано 22 лютого 2024.{{cite news}}:  Обслуговування CS1: Сторінки з PMC з іншим форматом (посилання)
3. 1 2 3 4 5 6 7 8 9 10 11 12 13 14 15 16 17 18 19  Drivas, Theodore G.; Li, Dong; Nair, Divya; Alaimo, Joseph T.; Alders, Mariëlle; Altmüller, Janine; Barakat, Tahsin Stefan; Bebin, E. Martina; Bertsch, Nicole L. (2020-10). A second cohort of CHD3 patients expands the molecular mechanisms known to cause Snijders Blok-Campeau syndrome. European Journal of Human Genetics (англ.). Т. 28, № 10. с. 1422—1431. doi:10.1038/s41431-020-0654-4. ISSN 1018-4813. PMC 7608102. PMID 32483341. Процитовано 22 лютого 2024.{{cite news}}:  Обслуговування CS1: Сторінки з PMC з іншим форматом (посилання)
4. ↑  Snijders Blok-Campeau syndrome (Concept Id: C4748701) - MedGen - NCBI. www.ncbi.nlm.nih.gov (англ.). Процитовано 20 липня 2022.
5. 1 2  Goldfarb Yaacobi, Racheli; Sukenik Halevy, Rivka (20 грудня 2023). A severe neurocognitive phenotype caused by biallelic CHD3 variants in two siblings. American Journal of Medical Genetics Part A (англ.). doi:10.1002/ajmg.a.63503. ISSN 1552-4825. Процитовано 22 лютого 2024.
6. ↑  Varughese, RobinT; Cohen, DanielJ; Kothare, SanjeevV; Maytal, Joseph (2023). Prenatal External Hydrocephalus in Snijders Blok–Campeau Syndrome. Neurology India (англ.). Т. 71, № 4. с. 863. doi:10.4103/0028-3886.383859. ISSN 0028-3886. Процитовано 22 лютого 2024.{{cite news}}:  Обслуговування CS1: Сторінки із непозначеним DOI з безкоштовним доступом (посилання)
7. ↑  Malinger, Gustavo; Hoffmann, Chen; Achiron, Reuven; Berkenstadt, Michal (2021). Prenatal Diagnosis of Snijders Blok-Campeau Syndrome in a Fetus with Macrocephaly. Fetal Diagnosis and Therapy (англ.). Т. 48, № 5. с. 407—410. doi:10.1159/000514326. ISSN 1015-3837. Процитовано 22 лютого 2024.
8. 1 2  Pascual, Patricia; Tenorio-Castano, Jair; Mignot, Cyril; Afenjar, Alexandra; Arias, Pedro; Gallego-Zazo, Natalia; Parra, Alejandro; Miranda, Lucia; Cazalla, Mario (23 серпня 2023). Snijders Blok–Campeau Syndrome: Description of 20 Additional Individuals with Variants in CHD3 and Literature Review. Genes (англ.). Т. 14, № 9. с. 1664. doi:10.3390/genes14091664. ISSN 2073-4425. PMC 10530855. PMID 37761804. Процитовано 22 лютого 2024.{{cite news}}:  Обслуговування CS1: Сторінки з PMC з іншим форматом (посилання) Обслуговування CS1: Сторінки із непозначеним DOI з безкоштовним доступом (посилання)
9. ↑  Woodage, Trevor; Basrai, Munira A.; Baxevanis, Andreas D.; Hieter, Philip; Collins, Francis S. (14 жовтня 1997). Characterization of the CHD family of proteins. Proceedings of the National Academy of Sciences (англ.). Т. 94, № 21. с. 11472—11477. doi:10.1073/pnas.94.21.11472. ISSN 0027-8424. PMC 23509. PMID 9326634. Процитовано 22 лютого 2024.{{cite news}}:  Обслуговування CS1: Сторінки з PMC з іншим форматом (посилання)
10. ↑  Wu, Carl (1997-11). Chromatin Remodeling and the Control of Gene Expression. Journal of Biological Chemistry (англ.). Т. 272, № 45. с. 28171—28174. doi:10.1074/jbc.272.45.28171. Процитовано 22 лютого 2024.{{cite news}}:  Обслуговування CS1: Сторінки із непозначеним DOI з безкоштовним доступом (посилання)
11. ↑  Estruch, Sara B.; Graham, Sarah A.; Deriziotis, Pelagia; Fisher, Simon E. (12 лютого 2016). The language-related transcription factor FOXP2 is post-translationally modified with small ubiquitin-like modifiers. Scientific Reports (англ.). Т. 6, № 1. doi:10.1038/srep20911. ISSN 2045-2322. PMC 4751435. PMID 26867680. Процитовано 22 лютого 2024.{{cite news}}:  Обслуговування CS1: Сторінки з PMC з іншим форматом (посилання)
12. ↑  Snijders Blok-Campeau syndrome: MedlinePlus Genetics. medlineplus.gov (англ.). Процитовано 22 лютого 2024.